# آنگونه که من می‌توانم
«آنگونه که من می‌توانم» (به انگلیسی: Like I can) تک‌آهنگی از هنرمند اهل بریتانیا سم اسمیت است. این تک‌آهنگ در آلبوم در ساعت تنهایی قرار داشت. این آهنگ در ۷ دسامبر ۲۰۱۴ منتشر شد.
این تک‌آهنگ در چارت انگلستان و اسکاتلند جزو ده ترانه اول قرار گرفت.